# Lars Jørgen Madsen
Lars Jørgen Madsen (* 19. Juli 1871 in Vordingborg Kommune; † 1. April 1925 in Randers) war ein dänischer Sportschütze.

## Erfolge
Lars Jørgen Madsen nahm fünfmal an Olympischen Spielen teil. Bei den Olympischen Spielen 1900 in Paris wurde er vor Ole Østmo und Charles Paumier du Verger mit dem Armeegewehr im stehenden Anschlag Olympiasieger. Mit 305 Punkten blieb er sechs Punkte vor dem Zweitplatzierten Østmo. Im knienden Anschlag belegte er den achten Rang sowie im liegenden Anschlag Rang 16. Im Dreistellungskampf wurde er Fünfter im Einzel und Vierter mit der Mannschaft. Da 1904 keine Schießwettbewerbe ausgetragen wurden, erfolgte Madsens zweite Teilnahme anlässlich der Olympischen Spiele 1908 in London, bei denen er zwei Wettbewerbe bestritt. Mit dem Armeegewehr verpasste er im Dreistellungskampf mit der Mannschaft erneut als Vierter einen Medaillengewinn, das Einzel beendete er auf Platz 14. Weitaus erfolgreicher verlief der Dreistellungskampf mit dem Freien Gewehr 1912 in Stockholm. Das Einzel beendete er hinter Paul Colas und vor Niels Larsen auf dem Silberrang, während er gemeinsam mit Ole Olsen, Niels Larsen, Niels Andersen, Laurits Larsen und Jens Hajslund Bronze im Mannschaftswettbewerb gewann. Mit dem Kleinkalibergewehr im liegenden Anschlag wurde er mit der Mannschaft Fünfter, mit dem Armeegewehr Achter. Darüber hinaus trat Madsen auch im Wettbewerb mit der Freien Pistole an, kam jedoch nicht über den 14. Platz hinaus. Acht Jahre darauf startete er in Antwerpen in insgesamt elf Disziplinen. Ihm gelangen dabei fünf Top-Ten-Platzierungen, davon zwei auf dem Podium: mit dem Armeegewehr sicherte er sich im stehenden Anschlag hinter Carl Osburn und vor Lawrence Nuesslein die Silbermedaille. In der Mannschaftskonkurrenz wurde er gemeinsam mit Niels Larsen,
Anders Peter Nielsen, Anders Petersen und Erik Sætter-Lassen Olympiasieger vor der US-amerikanischen und der schwedischen Mannschaft. Seine letzten Spiele bestritt Madsen 1924 in Paris, bei denen er mit dem Kleinkalibergewehr und dem Armeegewehr jeweils im liegenden Anschlag den 24. Platz belegte. Mit der Mannschaft erreichte er mit dem Armeegewehr den 6. Platz.
Bei Weltmeisterschaften war Madsen ebenfalls sehr erfolgreich. Bereits 1899 wurde er in Loosduinen Weltmeister mit dem Freien Gewehr im Dreistellungskampf und gewann in der Mannschaftswertung Bronze. Im stehenden Anschlag sicherte er sich Silber. Weitere Titelgewinne folgten 1900 in Paris und 1908 in Wien mit dem Freien Gewehr im stehenden Anschlag, zudem belegte er 1911 in Rom den zweiten Rang. 1914 und 1922 gewann er in Viborg bzw. Mailand insgesamt fünf Bronzemedaillen in verschiedenen Disziplinen mit dem Freien Gewehr: im Dreistellungskampf und im liegenden Anschlag 1914, im stehenden Anschlag 1922 und beide Male mit der Mannschaft im Dreistellungskampf. Auch 1924 in Reims gewann er mit der Freien Pistole Bronze. Außerdem wurde er 1924 Vizeweltmeister mit dem Freien Gewehr im knienden Anschlag.
Madsen schloss 1900 ein Medizinstudium an der Universität Kopenhagen ab. Von 1900 bis zu seinem Tod 1925 praktizierte er in Randers.